# Jakob Vogel
Pour les articles homonymes, voir Vogel.
Jakob Vogel (né le 10 juin 1963 à Hambourg) est un historien allemand, professeur à Sciences Po Paris et directeur du centre de recherche franco-allemand en sciences humaines et sociales Centre Marc-Bloch à Berlin depuis 2018.

## Biographie
Après un apprentissage commercial dans une maison d’édition, des études à Bonn et à Paris et une maîtrise d’Histoire à l’Université Paris VII, il soutient sa thèse à l’Université Libre de Berlin (FU) en 1995. Celle-ci a pour sujet le culte militaire national en Allemagne et en France entre 1871 et 1914. En 2000, il devient Maître de conférences (« Wissenschaftlicher Assistent ») au Centre d’études françaises de l’Université technique de Berlin (TU), où il obtient son habilitation à diriger des recherches en 2005. Il en résulte un ouvrage publié en 2008 sous le titre : Ein schillerndes Kristall. Eine Wissensgeschichte des Salzes zwischen Früher Neuzeit und Moderne (Cologne 2008). Cette étude a été primée en 2009 par la plateforme de communication et d’informations pour les historiens « H-Soz-Kult ».
Entre 2006 et 2008, Jakob Vogel occupe le poste de directeur adjoint du Centre Marc Bloch, avant d’être nommé professeur d’Histoire de l’Europe et du colonialisme européen au XXe siècle à l’Université de Cologne. Il rejoint Sciences Po Paris en 2011 en tant que « Professeur d’histoire de l’Europe 19e-20e siècles » où il enseigne depuis, entre autres, dans le cadre du programme franco-allemand du campus de Nancy ou au sein du programme Euro-Afrique du campus de Reims. Jakob Vogel est professeur honoraire à la faculté d'Histoire de l'Université Humboldt de Berlin depuis 2020.

## Axes de recherche
À travers ses recherches et ses publications, Jakob Vogel s’est consacré à l’étude des questions relatives à l’histoire contemporaine européenne et au colonialisme européen. En tant que spécialiste de l’histoire du « long XIXe siècle », il a thématisé le rôle de la nation, des relations nationales et transnationales, ainsi que les interdépendances infra- et extra européennes. Jakob Vogel a participé à la fondation et au développement du champ dynamique de « l’Histoire des savoirs » (« Wissensgeschichte »), discipline se préoccupant de la place mouvante du savoir dans les sociétés contemporaines. Dernièrement, un des objectifs prioritaires de ce domaine a été la circulation des idées et des experts académiques dans le cadre européen et colonial, en Afrique et en Amérique latine.

## Publications (sélection)
- Nationen im Gleichschritt. Der Kult der „Nation in Waffen“ in Deutschland und Frankreich (1871–1914), Vandenhoeck & Ruprecht, Göttingen 1997[1].
- Von der Wissenschafts- zur Wissensgeschichte. Für eine Historisierung der „Wissensgesellschaft“, in: Geschichte und Gesellschaft 30, 2004, S. 639–660.
- Senghor et l’ouverture culturelle de la RFA en 68. Pour une histoire transnationale Allemagne-France-Afrique, in: Vingtième Siècle 94, 2007, S. 135–148.
- Ein schillerndes Kristall. Das Salz im Wissenswandel zwischen Frühneuzeit und Moderne, Böhlau Verlag, Köln 2008  (ISBN 978-3-412-15006-8).
- Locality and circulation in the Habsburg Empire. Disputing the Carlsbad medical salt, 1763–1784, in: British Journal History of Sciences 43/4, 2010, S. 589–606.
- mit Lothar Schilling (Hrsg.): Transnational Cultures of Expertise. Circulating State-Related Knowledge in the 18th and 19th centuries. De Gruyter Oldenbourg, Berlin 2019  (ISBN 978-3-11-055180-8).
- Europe and the World in History - Vol. III, in The European Way since Homer: History, Memory, Identity, Etienne François and Thomas Serrier (anthology Editor), Bloomsbury Publishing, 2021  (ISBN 9781350058668)